# Stilo
Stilo (kalabrijsko Stilu; grško Στύλος, latinizirano: Stylos, dob. 'steber') je mesto in občina v metropolitanskem mestu Reggio Calabria v deželi Kalabrija v južni Italiji. Od Reggio di Calabria je oddaljen 151 kilometrov.
Je ena od I Borghi più belli d'Italia ('Najlepše vasi Italije').
Gospodarstvo občine v glavnem temelji na kmetijstvu s proizvodnjo žit, olja, vina in sira. Tam so rudniki železa in svinca.

## Lega
Stilo leži 151 km severovzhodno od Reggio Calabria na jugovzhodni strani Serre. Sosednje občine so Bivongi, Brognaturo (provinca Vibo Valentia, VV), Camini, Guardavalle (provinca Catanzaro), Monasterace, Mongiana (VV), Nardodipace (VV), Pazzano, Serra San Bruno (VV), Spadola (VV) in Stignano.

## Geografija
Stilo leži ob vznožju Monte Consolino. Gozd Stilo se razprostira v bližini Ferdinandee, tipičnega primera kalabrijskega gozda Serre, s srebrnimi jelkami in bukvami ter bogato podrastjo z močno prisotnostjo resja in bodike. Živalski svet vključuje divjo mačko, kuno zlatico in številne vrste žoln. Ozemlje sega s tankim pasom do morja v Caldarelli.
S hidrografskega vidika reka Stilaro teče po celotnem ozemlju Stila; v gozdnatem in goratem območju občine sta bila zgrajena jez Giulia in Azzarera, ki se zdaj ne uporabljata več. Na tem območju tečejo tudi pritoki Folea, Mila in Ruggero; proti ravnini, ki prihaja iz Pazzana, sta dodana hudournik Troia in Fosso Brunìa. Stilaro se končno izlije v Jonsko morje v okrožju Caldarella.

## Zgodovina
Začetki Stila so povezani z uničenjem starogrške kolonije Caulonia s strani Dionizija II. Sirakuškega. Po Apollinaru Agresti (Življenje San Giovannija Therestisa, 1677) je bil zgrajen na treh različnih mestih: prvič na rtu Cocinto, zdaj Punta Stilo (podvodne preiskave, opravljene v 1980-ih, bi identificirale območje, na katerem je stal Coynthum Promontorium, naveden v grških virih), v srednjem veku, spet na tem območju, na desni strani reke Assi, in končno na Monte Consulino.
V obdobju Magne Graecie je bilo utrjeno mesto oppidum z imenom Consilinum ali v grščini Kosilinon (iz kosi, 'vas' in silinon, 'luna').
Stilo je v obdobju poznega Rimskega cesarstva veljal za italijansko Kaulonijo in se je kasneje preimenoval v Stilida. Ime Stilida izhaja iz reke Stilaro, iz oblike podolgovatega rta in iz stebra templja Jupitra Omoria. V Itinerarium Antonini velja za potujočo postajo 400 stadijev (grška enota za merjenje razdalje) od Locrija.

### Srednji vek
Leta 880 je pri Punta Stilu prišlo do pomorske bitke med aglabidskimi ladjami in bizantinskimi ladjami, ki jim je poveljeval Nasar. To lokacijo so takrat imenovali Le colonne, v grščini Steilai..
Stilida je v 6. stoletju postala del Bizantinskega cesarstva. Bila je blizu Punta Stilo na desni strani reke Asi. 15. julija 982 je utrpela škodo zaradi bitke med Otonom II. in Arabsko-Bizantinci, v kateri so slednji zmagali.
V srednjem veku so se obalni prebivalci selili vse bolj v notranjost in ustvarili srednjeveška jedra sedanjih vasi v dolini Stilaro; tako so se prebivalci Stilide preselili na Monte Consolino in šele v tretjem poskusu tam, kjer je danes Stilo. V 9. stoletju je bila zgrajena Cattolica di Stilo.
Med letoma 1065 in 1071 se je Stilo uprl normanski invaziji. Takrat so ga definirali kot oppidum, torej utrjeno mesto z obzidjem. Dostopnih vrat je bilo pet: Porta Stefanina, Porta Terra, Porta Reale, Porta Scanza li Gutti in Porta Cacari.
Med 10. in 11. stoletjem so nastali in razširili samostani metropolitanskega prava Santa Maria (Theotókos) iz Arsafie, dokumentirano kot najstarejši na tem območju. V normanskem obdobju je Stilo postal last kraljeve državne lastnine, za razliko od drugih mest, kot so Crotone, Catanzaro in Gerace, v lasti fevdalcev. Ta privilegij je obdržal do 14. stoletja, ko mu je Karel V. Španski privilegije preklical.

### Moderna doba
Leta 1540 je Karel V. Habsburški prodal državno ozemlje številnih mest, tudi Stila, ker je potreboval denar za obrambo italijanskih ozemelj pred turškimi vpadi. Stilo je končal v rokah markiza Concubleta iz Arene.
5. septembra 1568 se je v Stilu rodil filozof Tommaso Campanella. Leta 1575 je kralj Filip II. Španski Stilu vrnil državno posest in grofijo. Pod Filipom III. se je leta 1599 zgodil upor, ki ga je vodil Campanella in ga je španska vlada zadušila.
10 kilometrov od mesta je rt Cape Stilo. Ta je blizu mesta, kjer je julija 1940 potekala bitka med italijansko in britansko mornarico.
Septembra 2012 je potapljaški center Punta Stilo odkril balvane, ki so zelo podobni neolitskim kamnom Nardodipace na območju Boaria v Gran Bosco di Stilo, z vgraviranimi znaki in geometrijskimi oblikami.

## Glavne znamenitosti
- Cattolica di Stilo, cerkev iz 9. stoletja v bizantinskem slogu
- Svetišče svetega Janeza Terista (škofija Locri-Gerace)
- Cerkev San Domenico
- Cerkev San Nicola da Tolentino
- Normanski grad Rogerja II.
- Vodnjak delfinov

Nedaleč od mesta je samostan San Giovanni Theristis.

## Galerija
- Stilo z vrha s cerkvijo San Giovanni Theresti (avgust 2016)
- Stari Stilo z vrha (avgust 2016)
- Stari Stilo z normanskim gradom (avgust 2016)
- Hiša Tommasa Campanelle v Stilu